# Awancang
Awancang (kinesiska: 阿万仓) är en köping i nordvästra Kina. Den ligger i Maqu härad i den autonoma prefekturen Gannan för tibetaner i provinsen Gansu, omkring 320 kilometer sydväst om provinshuvudstaden Lanzhou. Antalet invånare är 6 619. Befolkningen består av 3 250 kvinnor och 3 369 män. Barn under 15 år utgör 27,0 %, vuxna 15-64 år 66 %, och äldre över 65 år 5,0 %.